# Reacción de Wittig
La reacción de Wittig es una reacción química de un aldehído o una cetona con un iluro de fósforo para dar un alqueno.
Fue descubierta en 1954 por el químico alemán Georg Wittig. Por este motivo le fue concedido el Premio Nobel de Química en 1979. Se usa ampliamente en síntesis orgánica en la preparación de alquenos.

## Mecanismo de reacción
El carbono cargado negativamente del iluro de fósforo (1) puede actuar como nucleófilo y atacar al carbonilo (2). Esto conduce a la betaína (3), que es una especie de tipo zwitterión. Esta forma rápidamente el heterociclo sin separación de cargas dando lugar al oxafosfetano (4). Hasta qué punto la reacción a continuación evolucione de forma concertada (a) o vía un intermedio (b) mediante la forma zwitteriónica (5) condicionará la estereoselectividad final. La estabilidad del óxido de trifenilfosfina (7) impulsa la reacción hacia los productos obteniéndose el alqueno (6).

## Preparación de los iluros de fósforo
Los iluros de fósforo se preparan a partir de haloalcanos y trifenilfosfina. En una primera etapa se produce la sustitución nucleófila del haluro por la trifenilfosfina para dar lugar a una sal de fosfonio:
Ph3P + X−CH2R → [Ph3P+−CH2R]X−
La carga positiva sobre el átomo de fósforo provoca una cierta acidez en los hidrógenos del carbono contiguo. A continuación se genera el iluro de fósforo, también llamado fosforano, usando una base, tal como alcóxidos, hidruro de sodio, butil-litio, fenil-litio, etc. Medios de reacción habituales son éteres como el tetrahidrofurano (THF), el dietil éter o el dimetil éter (DME). Normalmente los iluros se generan "in situ".
[Ph3PCH2R]X + B- → Ph3P=CHR + HB + X-
El grupo R determina la naturaleza, la fuerza, de la base a emplear. Como veremos, R también influirá en la estereoquímica del producto de la reacción de Wittig.

## Iluros estables e inestables. Estereoselectividad
Siendo la sal de fosfonio [Ph3PCH2R]X entonces:
- Si el residuo R es igual a H, alquilo o alcoxi, que no estabilizan la carga negativa sobre el carbono en el iluro, se necesitan bases fuertes como amiduro de sodio (NaNH2), butil-litio (BuLi), diisopropilamiduro de litio (LDA) o hidruro de sodio (NaH) para generar el iluro. En este caso se dice que el iluro es inestable, por tanto muy reactivo. La estereoquímica del producto es Z.

- Si R es un grupo fenilo (Ph) o un grupo vinilo (−CH=CH2), que estabilizan por resonancia levemente la carga negativa, se necesitan bases menos fuertes como pueden ser alcóxidos tales como etóxido (EtO-) o terc-butóxido (tBuO-). Estos iluros son "semiestables". En este caso la reacción suele ser poco estereoselectiva. El resultado es una mezcla de isómeros Z y E.

- Si R es un grupo carbonilo, ciano (−CN) o un éster (−COOR), capaces de estabilizar por resonancia la carga negativa, se pueden usar bases más débiles como NaOH, KOH, K2CO3. Se les conoce como iluros estables, son menos reactivos que los anteriores. La reacción es estereoselectiva dando producto E.

Así pues (aunque con bastante simplificación, ya que a menudo se forman mezclas de los dos isómeros):
- iluro estabilizado {\displaystyle \Rightarrow } Alqueno trans o E.
- iluro no estabilizado {\displaystyle \Rightarrow } Alqueno cis o Z.
En el caso de que fueran dos los sustituyentes unidos al carbono ([Ph3PCHRR']X) que estabilizaran la carga negativa se llegaría a la situación de iluros inertes, que no dan reacción.

### Causa de la estereoselectividad
Cuando el iluro ataca el carbonilo se ha observado que la aproximación es siempre cis (1). Si R es un grupo que no estabiliza la carga negativa, como pueden ser un H o un alquilo, el oxafosfetano (1) de forma concertada (a) conduce al producto, en este caso el alqueno cis o Z. En cambio si R es un grupo atractor o aceptor de electrones, capaz de estabilizar la carga negativa sobre el carbono, vía b se forma un intermedio (2) que es una forma zwitteriónica que tiene un cierto tiempo de vida, lo que le permite equilibrar hacia la forma más estable, con menos impedimento estérico, dando lugar al producto trans o E.

## Valor sintético
La reacción de Wittig se ha convertido en un método popular de síntesis de alquenos precisamente a causa de su gran aplicabilidad. A diferencia de las reacciones de eliminación, la reacción de Wittig forma el doble enlace en una posición totalmente determinada sin ambigüedad.
La reacción de Wittig se puede llevar a cabo en presencia de funciones alqueno, alquino, éster o éter en el compuesto carbonílico.
Dado que la reacción funciona mejor con aldehídos que con cetonas, debido a que estas últimas son menos electrófilas, el problema se agrava con cetonas impedidas estéricamente, donde la reacción puede dar rendimientos pobres, en particular sobre todo con iluros estabilizados. En tales casos la alternativa es la reacción de Horner-Wadsworth-Emmons (usando fosfonatos).

## Modificación de Schlosser
Permite obtener alquenos E con iluros no estabilizados, a diferencia de la reacción de Wittig clásica que conduce en estos casos al isómero Z.
A baja temperatura usando fenil-litio (PhLi), que es una base muy fuerte, se desprotona la betaína eritro (1), con los dos sustituyentes eclipsados, en el carbono con el protón más ácido, que es el contiguo al átomo de fósforo cargado positivamente, dando lugar a un β-oxidoiluro eritro (2). Aumentando suavemente la temperatura éste se equilibra a la configuración treo (3) más estable, donde los dos grupos ya no están eclipsados y por tanto el impedimento estérico es menor. El tratamiento final con terc-butanol (tBuOH), u otro alcohol, acompañado de un aumento de temperatura conduce al isómero E.

## Ejemplos
Dada su fiabilidad y versatilidad, la reacción de Wittig se ha convertido en una herramienta habitual para los químicos orgánicos sintéticos.
El uso más popular de la reacción de Wittig es la introducción de un grupo metileno (=CH2) empleando trifenilmetilenofosforano (Ph3P=CH2). En el ejemplo mostrado, incluso una cetona impedida estéricamente como el alcanfor puede ser convertida con éxito a su derivado metilénico calentándola junto con bromuro de trifenilmetilfosfonio y terc-butóxido de potasio, que generan el iluro in situ. En el otro ejemplo, el fosforano (o iluro) se produce usando amiduro de sodio como base, convirtiéndose exitosamente el aldehído mostrado en el alqueno I con un rendimiento del 62%. La reacción se lleva a cabo en tetrahidrofurano (THF) frío, y los grupos nitro, azo y fenóxido permanecen intactos. El producto puede ser incorporado como fotoestabilizador en un polímero, para protegerlo de la radiación UV.
Otro ejemplo de su uso es en la síntesis del éster metílico del leucotrieno A. El primer paso usa un iluro estabilizado, donde el grupo carbonilo está conjugado con el iluro previniendo la autocondensación, aunque inesperadamente esto conduce principalmente al isómero cis. La segunda reacción de Wittig utiliza un iluro no estabilizado, y tal como se esperaba esto da principalmente el producto cis. Reseñar que las funciones epóxido y éster restan intactas.
En otro ejemplo, el uso de un iluro funcionalizado como el trifenil-(metoximetileno)-fosforano (Ph3P=CHOMe) nos permite funcionalizar con un grupo formilo (-CHO) la posición carbonílica de un compuesto del tipo cetona (RR'C=O). Primero tiene lugar la reacción de Wittig formándose el éter de enol (RR'C=CHOMe) correspondiente. A continuación se lleva a cabo la hidrólisis con un ácido como catalizador, resultando el enol (RR'C=CHOH) que por tautomería conduce al aldehído (RR'CHCHO).
RR'C=O + Ph3P=CHOMe → RR'C=CHOMe + Ph3P=O
RR'C=COMe + H2O → RR'C=CHOH + MeOH
RR'C=CHOH → RR'CHCHO